# Wyznanie (utwór Iry)
Wyznanie – czwarta ballada rockowa pochodząca z albumu 1993 rok. Została zamieszczona na dwunastej ostatniej pozycji na krążku. Trwa 4 minuty i 49 sekund i jest czwartym co do najdłuższego albumu znajdującego się na płycie.
Inspiracją do napisania tego tekstu przez wokalistę Artura Gadowskiego było obejrzenie w telewizji programu o wartościach chrześcijańskich. Tekst utworu opowiada o rzeczach które niepokoją, których człowiek się boi, przerażają go. Pewnego jednak dnia, człowiek zapomina o tych rzeczach, przechodzi nad nimi do porządku dziennego. Jednak z biegiem czasu przy pomocy pewnego rodzaju impulsu, bądź bodźca człowiek staje przed ogromną presją wyrzucenia tego z siebie, podzielenia się tym z kimś drugim.
Utwór ma łagodniejsze bardzo melodyjne gitarowe brzmienie połączone z melodyjną solówką gitarową w wykonaniu gitarzysty Piotra Łukaszewskiego, który jest także kompozytorem utworu.
Utwór ten był jednym z najbardziej popularnych utworów z trzeciego krążka grupy, trafił na obie płyty koncertowe zespołu, z czego na pierwszej z nich trwa 4 minuty i 39 sekund, natomiast na drugiej z nich 5 minut i 1 sekundę. Utwór został zagrany także podczas występu zespołu na Festiwalu w Jarocinie w sierpniu 1993] roku.
Wyznanie dość często było grane także na koncertach akustycznych zespołu. Zespół zagrał ten utwór także podczas swego urodzinowego koncertu w krakowskim klubie "Studio" w październiku 2006 roku.
Obecnie Wyznanie jest sporadycznie grane na koncertach zespołu.

## Teledysk
Do utworu został nakręcony również teledysk Zdjęcia do clipu trwały ponad 16 godzin. Teledysk bardzo często pokazywany był w popularnych rockowych programach m.in. "Rock Noc" czy "Clipol". Reżyserem klipu był Jerzy Grabowski. Premiera telewizyjna nastąpiła w 1993 roku.
Artur Gadowski powiedział o klipie: "W prosty sposób pokazuje zespół, ale ma to swój urok...".
(Źródło: ira.art.pl)

## Twórcy
Ira
- Artur Gadowski – śpiew, chór
- Wojciech Owczarek – perkusja
- Piotr Sujka – gitara basowa, chór
- Kuba Płucisz – gitara rytmiczna
- Piotr Łukaszewski – gitara prowadząca

Produkcja
- Nagrywany oraz miksowany: 8 lutego – marzec 1993 w Studio S-4 w Warszawie
- Producent muzyczny: Leszek Kamiński
- Realizator nagrań: Leszek Kamiński
- Montaż płyty: Krzysztof Audycki
- Aranżacja: Piotr Łukaszewski
- Tekst piosenki: Artur Gadowski
- Zdjęcia wykonał: Dariusz Majewski
- Projekt graficzny: Zbigniew Majerczyk
- Pomysł okładki: Wojtek Owczarek oraz Marek Maj
- Sponsor zespołu: Mustang Poland